# Museo Suvorov
Il Museo Suvorov, ufficialmente Museo memoriale statale A. V. Suvorov in russo Государственный мемориальный музей А. В. Суворова?, è un museo di storia militare di San Pietroburgo, dedicato al generale Aleksandr Vasil'evič Suvorov.

## Storia
Questo museo, il primo del tipo museo-memoriale in Russia, è stato aperto nel 1904, in un palazzo appositamente progettato in stile neorusso dall'architetto A. I. von Goghen, con la partecipazione di G. D. Grimm.
Il museo, edificato sul territorio donato dal Reggimento Preobraženskij della Guardia imperiale, fu costruito grazie anche ai fondi raccolti da una sottoscrizione dei cittadini di San Pietroburgo. Lo stesso palazzo è molto interessante dal punto di vista architettonico in quanto unisce tratti dell'antica architettura russa e tratti di costruzioni militari di fortificazione.

## La collezione
Nel museo è possibile sia scoprire parte della storia nazionale russa sia conoscere la vita di questo condottiero russo, che condusse una campagna militare anche in Italia, nota come campagna italiana di Suvorov, durante la quale ebbe luogo la battaglia di Novi.
I reperti in esposizione, più di 100.000 oggetti unici, comprendono oggetti autentici personali del comandante, le sue armi, le sue medaglie, la biblioteca e anche la sua collezione di bandiere e di trofei conquistati dall'esercito imperiale russo sotto il comando di Suvorov.
È inoltre esposta la più grande collezione russa di soldatini di piombo, con oltre seimila esemplari.